# Horka (Rybník)
Horka (německy Putzbühl) je zaniklá vesnice na území obce Rybník, v k. ú. Velký Horšín v okrese Domažlice v Plzeňském kraji. Administrativně spadala vesnice pod Velký Horšín.

## Historie
První písemná zmínka o vesnici pochází z roku 1789, kdy se o vesnici zmiňuje topograf Schaller. Usedlosti netvořily pravidelné seskupení, byly náhodně rozmístěny u cesty. Stavby připomínají hromady kamení a sotva patrné základy zdiva. Okolí je intenzivně využívané jako pastviny. U Horky pramenní bezejmenný potok (dříve pojmenovaný jako Groß Gorschiner Wasser), který teče přes bývalou vesnici Velký Horšín a krátce za vesnicí se po průtoku malým rybníčkem vlévá zprava do Radbuzy. Děti chodily do školy v Rybníku. Český název Horka získala vesnice v roce 1945, tedy krátce před jejím zánikem. Po druhé světové válce postihl vesnici odsun německého obyvatelstva, ovšem poté již nedošlo k dosídlení. Podezdívky usedlostí a propadlé sklepy se rozkládají po obou stranách bývalé návsi a území je využíváno jako pastviny.

## Obyvatelstvo
Při sčítání lidu v roce 1921 žilo v Horce 34 obyvatel, všichni německé národnosti. Všichni obyvatelé se hlásili k římskokatolické církvi.
| Rok            | 1869 | 1880 | 1890 | 1900 | 1910 | 1921 | 1930 | 1950 | 1961 | 1970 | 1980 | 1991 | 2001 | 2011 |
| -------------- | ---- | ---- | ---- | ---- | ---- | ---- | ---- | ---- | ---- | ---- | ---- | ---- | ---- | ---- |
| Počet obyvatel | 34   | 37   | 37   | 39   | 33   | 34   | 31   | –    | –    | –    | –    | –    | –    | –    |
| Počet domů     | 5    | 6    | 6    | 6    | 6    | 6    | 6    | –    | –    | –    | –    | –    | –    | –    |